# كي نو تسورايوكي

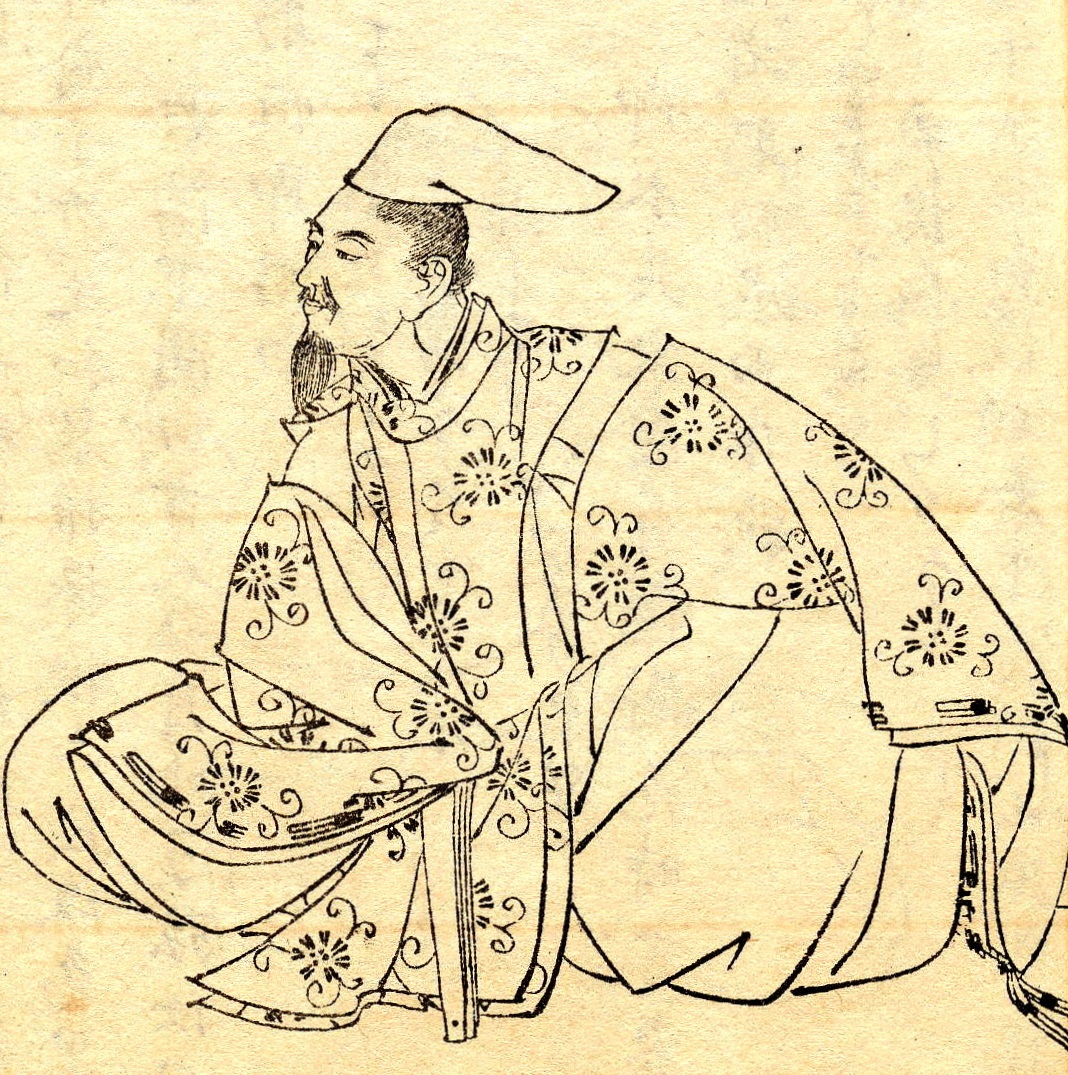
صورة كي نو تسورايوكي

كي نو تسورايوكي (باليابانية: 紀貫之) كان مؤلفًا وشاعرًا يابانيًّا من فترة هييآن، ولد عام 872 وتوفي عام 945.
كان كي نو تسوراكي أحد أربع شعراء قاموا بتجميع كوكين واكوشو عام 905، كموسوعة لمقتطفات من الشعر الياباني في وقتها بأوامر من الإمبراطور دايغو.
بعد عمله في كيوتو، تم تعيينه كحاكم لمقاطعة توسا، وبقي هناك في الفترة بين 930 و 935، ثم عُين حاكمًا لمقاطعة سوو.